# Aclastus solutus
Aclastus solutus là một loài tò vò trong họ Ichneumonidae.